# Edwardsiana trigonometrica
Edwardsiana trigonometrica är en insektsart som beskrevs av Logvinenko 1966. Edwardsiana trigonometrica ingår i släktet Edwardsiana och familjen dvärgstritar. Inga underarter finns listade i Catalogue of Life.